# Гус-Коув-Іст
Гус-Коув-Іст (англ. Goose Cove East) — містечко в Канаді, у провінції Ньюфаундленд і Лабрадор.

## Населення
За даними перепису 2016 року, містечко нараховувало 174 особи, показавши скорочення на 17,5%, порівняно з 2011-м роком. Середня густина населення становила 64,8 осіб/км².
З офіційних мов обидвома одночасно володіли 5 жителів, тільки англійською — 170.
Працездатне населення становило 63,6% усього населення, рівень безробіття — 42,9% (63,6% серед чоловіків та 18,2% серед жінок). 90,5% осіб були найманими працівниками, а 9,5% — самозайнятими.

## Клімат
Середня річна температура становить 2,1°C, середня максимальна – 17,3°C, а середня мінімальна – -14,9°C. Середня річна кількість опадів – 1 254 мм.
| Клімат поселення                              | Клімат поселення | Клімат поселення | Клімат поселення | Клімат поселення | Клімат поселення | Клімат поселення | Клімат поселення | Клімат поселення | Клімат поселення | Клімат поселення | Клімат поселення | Клімат поселення | Клімат поселення |
| Показник                                      | Січ.             | Лют.             | Бер.             | Квіт.            | Трав.            | Черв.            | Лип.             | Серп.            | Вер.             | Жовт.            | Лист.            | Груд.            |                  |
| Середній максимум, °C                         | −3,64            | −4,09            | −0,11            | 4,85             | 9,19             | 14,20            | 17,34            | 17,19            | 13,17            | 7,91             | 3,14             | −2,41            |                  |
| Середня температура, °C                       | −9,03            | −9,46            | −5,52            | −0,52            | 3,79             | 8,80             | 14,13            | 13,99            | 9,99             | 4,74             | −0,06            | −5,62            |                  |
| Середній мінімум, °C                          | −14,42           | −14,85           | −10,91           | −5,91            | −1,62            | 3,39             | 10,92            | 10,79            | 6,78             | 1,53             | −3,27            | −8,81            |                  |
| Норма опадів, мм                              | 112              | 95               | 95               | 84               | 83               | 110              | 101              | 110              | 116              | 112              | 112              | 124              |                  |
| Середньомісячна швидкість вітру, м/с          | 6.66             | 6.49             | 6.41             | 5.93             | 5.40             | 5.20             | 4.88             | 4.98             | 5.60             | 6.06             | 6.42             | 6.88             |                  |
| Середньомісячна сонячна радіація, кДж/м²·день | 3282             | 6268             | 10519            | 14376            | 17233            | 18802            | 18365            | 15135            | 10853            | 6232             | 3459             | 2428             |                  |
| --------------------------------------------- | ---------------- | ---------------- | ---------------- | ---------------- | ---------------- | ---------------- | ---------------- | ---------------- | ---------------- | ---------------- | ---------------- | ---------------- | ---------------- |
| Джерело:                                      |                  |                  |                  |                  |                  |                  |                  |                  |                  |                  |                  |                  |                  |